# ヌルバキト・テニスバエフ
ヌルバキト・テニスバエフ（カザフ語: Нұрбақыт Молдахметұлы Теңізбаев, ラテン文字転写: Nurbakyt Moldakhmetuly Tengizbayev, 1983年4月10日 - ）は、カザフスタンのレスリング選手。2008年北京オリンピックレスリンググレコローマンスタイル60kg級の銅メダリストである。アルマトイ出身。
テニスバエフは、2004年アテネオリンピックではグレコローマンスタイル55kg級に出場。予選ラウンドで1勝もあげることができなかった。しかし、階級を1つ上げ出場した2008年北京オリンピックでは、初戦から連勝し準決勝に進出、銀メダルを獲得したアゼルバイジャンのビタリー・ラヒモフに敗れたものの、3位決定戦で勝利し、銅メダルを手にした。その後ドーピング失格による繰り上がりで銀メダルとなった。

## 実績
- オリンピック
  - 2008年北京オリンピック　銅メダル
- アジア選手権
  - 優勝　2006年
  - 2位　2004年
  - 3位　2005年